# Talenom

Talenom Oyj est une société finlandaise de services d'audit comptable et financier en Finlande.

## Présentation
En 2019, le Groupe compte au total 40 agences, dont les centres de services d'Oulu et de Tampere. 
En Finlande, la part de marché de Talenom sur le marché des cabinets comptables était d'environ 4% en 2017.

## Agences
- Alajärvi
- Espoo
- Espoonlahti
- Hyvinkää
- Helsinki
- Hämeenlinna
- Joensuu
- Jyväskylä
- Järvenpää
- Kajaani
- Kalajoki
- Kauniainen
- Kempele
- Kerava
- Kirkkonummi
- Kouvola
- Kuopio
- Kuusamo
- Lahti
- Lappajärvi
- Laukaa
- Maalahti
- Muurame
- Nurmijärvi
- Oulu
- Pori
- Porvoo
- Rauma
- Rovaniemi
- Seinäjoki
- Stockholm
- Suomussalmi
- Tampere
- Turku
- Vantaa
- Vaasa
- Vimpeli
- Ylivieska

## Actionnaires
Au 16 mars 2020, le plus importants actionnaires de Talemon sont:
| #  | Actionnaire                     | Actions    | %       |
| -- | ------------------------------- | ---------- | ------- |
| 1  | Tahkola Harri                   | 8 725 890  | 20.41 % |
| 2  | Tahkola Markus                  | 5 515 824  | 12.90 % |
| 3  | SEB Ab                          | 3 814 602  | 8.92 %  |
| 4  | Nordea Bank Ab                  | 2 381 355  | 5.57 %  |
| 5  | Ilmarinen                       | 2 202 436  | 5.15 %  |
| 6  | Danske Invest                   | 1 897 512  | 4.44 %  |
| 7  | Conficap Oy                     | 1 850 000  | 4.33 %  |
| 8  | Evli Suomi Pienyhtiöt           | 1 797 930  | 4.20 %  |
| 9  | Konstsamfundet                  | 780 000    | 1.82 %  |
| 10 | Siuruainen Mikko                | 694 716    | 1.62 %  |
| 11 | SEB Finland Small Cap           | 600 000    | 1.40 %  |
| 12 | Aktia Nordic Micro Cap          | 600 000    | 1.40 %  |
| 13 | Eq Pohjoismaat Pienyhtiöt       | 568 267    | 1.33 %  |
| 14 | Danske Invest Suomen pienyhtiöt | 540 000    | 1.26 %  |
| 15 | Huhtala Otto-Pekka              | 512 160    | 1.20 %  |
|    | autres                          | 10 276 834 | 24.04 % |